# Armando Lashley
Armando Lashley (urodzony 8 listopada 1991 roku) – barbadoski piłkarz, reprezentant kraju, jak i klubu Paradise FC.

## Kariera klubowa
Armando Lashley jest wychowankiem barbadoskiego Paradise FC. W całej jego karierze jest to jego jedyny klub. Z klubem tym w 2018 roku zdobył Puchar Barbadosu.

## Kariera reprezentacyjna
Armando Lashley jest wielokrotnym reprezentantem Barbadosu. W kadrze debiutował dnia 1 września 2012 roku w przegranym 0:2 wyjazdowym meczu towarzyskim z drużyną Saint Vincent i Grenadyny. Na dzień 30.11.2020 jego bilans to 30 spotkań i 3 bramki.

## Bramki w reprezentacji
| Nr | Data                 | Obiekt                                                                          | Przeciwnik                           | Bramka na | Rezultat | Zawody                          |  |
| -- | -------------------- | ------------------------------------------------------------------------------- | ------------------------------------ | --------- | -------- | ------------------------------- |  |
| 1. | 15 października 2019 | Bethlehem Soccer Stadium, Upper Bethlehem, Wyspy Dziewicze Stanów Zjednoczonych | Wyspy Dziewicze Stanów Zjednoczonych | 0–3       | 0:4      | Liga Narodów CONCACAF 2019/2020 |  |
| 2. | 19 listopada 2019    | Wildey Turf, Bridgetown, Barbados                                               | Kajmany                              | 2–0       | 3:0      | Liga Narodów CONCACAF 2019/2020 |  |
| 3. | 7 stycznia 2020      | Orange County Great Park, Irvine (Kalifornia), USA                              | Kanada                               | 1–2       | 1:4      | Mecz towarzyski                 |  |